# 摩天嶺 (新竹市)
24°45′N 120°58′E / 24.750°N 120.967°E
摩天嶺，位於臺灣新竹市東區柴橋里南緣，為新竹市與新竹縣寶山鄉的界山，高度在100公尺左右，屬於竹東丘陵的一部分。自青草湖往南看過去，山勢巉巖峭峻，故名「摩天」，摩天嶺向南延伸的山陵，有一條形成於清代晚期的牛車路橫越，故名古車路山。